# Проспект Слави (станція метро)
59°51′27.6″ пн. ш. 30°23′39.7″ сх. д. / 59.857667° пн. ш. 30.394361° сх. д.
Проспéкт Слáви (рос. Проспект Славы)  — станція  Фрунзенсько-Приморської лінії Петербурзького метрополітену розташована між станціями «Міжнародна» і «Дунайська». Відкрита 3 жовтня 2019 року в складі третьої пускової черги Фрунзенського радіусу «Міжнародна» — «Шушари».

## Історія
Назва пов'язана з розташуванням станції на перетині лінії з віссю проспекту Слави. У 2007 році намічалося її відкриття на 2012 рік, потім термін відкриття було перенесено на 2016 рік. У грудні 2017 року Комітет з розвитку транспортної інфраструктури оголосив, що станція «Проспект Слави» відкриється в травні 2018 році. У січні 2018 року було висловлено побоювання, що в травні 2018 року може відкритися тільки депо «Південне», а станції «Проспект Слави», «Дунайська» і «Шушари» будуть добудовані наприкінці 2018 року. Але цього також не сталося, наприкінці 2018 не було відкрито ані депо ані жодної з трьох станцій. Міська влада звинувачувала у затримках компанію підрядника, а підрядник звинувачував міську владу. У лютому 2019 року губернатором міста було заявлено що дільниця з трьох станцій точно відкриється до кінця 2019 року.

## Вестибюлі
Станція має 2 підземних вестибюля:
- перший (північний) вестибюль станції розташований в районі перетину Бухарестської вулиці та проспекту Слави. Він поєднаним з підземним переходом;
- другий вестибюль напівпідземного і розташований південніше — на перетині Альпійського провулка та Бухарестської вулиці[11].

Дизайн другого вестибюля змінений, в ньому є панно, яке присвячене пожежним, які працювали в роки війни. Прилеглому парку змінено назву на парк Героїв Пожежників.

## Технічна характеристика
пілонна трисклепінна станція (глибина закладення — 59 м) з двома підземними вестибюлями та острівною платформою.

## Оздоблення
Архітектурне оформлення пов'язане з назвою станції, колорит червоно-білий. Головним архітектурним елементом станції є розвинений великомасштабний карниз з кольорового скла, витягнутий уздовж всієї станції. Карниз являє собою рами з алюмінієвих профілів, в які вставлені вітражі з кольорового скла, за якими встановлені лампи освітлення.
В оздобленні станції використані довговічні матеріали. Стіни облицьовані мармуром білого кольору, низ стін облицьований гранітом червоного кольору. Підлоги виконані з граніту світло-сірого кольору.
Зала прибуття поїздів прикрашені у військовій тематиці, що перегукуються з пам'ятниками воїнам-інтернаціоналістам Афганістану та воїнам спеціальних підрозділів, встановленими в парку Інтернаціоналістів неподалік від північного входу на станцію. На станції розташоване художньо-декоративне панно.

## Будівництво
Станом на липень 2010 року будівництво не починалося, тунелі не доходили до станції приблизно на 500 м. Станція глибокого закладення, раніше була інформація про те, що станція буде мілкого закладення.
У вересні 2010 року відбулася нарада у губернатора Валентини Матвієнко, яка була присвячена будівництву нових станцій метрополітену. На ньому було знову затверджено рішення про варіант будівництва другої черги Фрунзенського радіусу, як про поєднання метро глибокого і мілкого закладення. При цьому опрацьовувався варіант про прокладання з боку станції «Шушари» одного тунелю великого діаметра (9,2 м), в якому укладені обидва шляхи. Таке рішення пов'язане з новими Будівельними нормами і правилами, виконання вимог яких існуючими рішеннями є високовитратними.
Конкурс на проектування остаточного варіанту траси оголошений 13 вересня 2010 року. Щитова проходка правого перегінного тунелю в бік проспекту Слави була призупинена 25 травня 2011 року, тоді було пройдено лише 365 метрів, щит був законсервований на невизначений термін. 25 серпня 2011 року розпочата проходка лівого перегінного тунелю прохідницьких щитом КТ1—5.6 діаметра 5,63 м у напрямку «Проспекту Слави» з монтажною камерою, розташованої в 120 м від станції «Міжнародна». 18 січня 2012 року механізований щит КТ1-5.6 закінчив проходку лівого тунелю.
До літа 2016 року виконана велика частина гірничо-прохідницьких робіт — залишалися останні метри перебирання ПСТ. Почалося розкриття отворів між залами, розпочався монтаж ескалаторів в південному похилому ході. У березні 2017 року розпочато випробування ескалаторів. У грудні 2017 року почалося оформлення станції гранітом.

## Колійний розвиток
За станцією «Проспект Слави» два одноколійних тунелі у напрямку станції Дунайська сполучаються в один двоколійний і мають вихід на мілке закладення.